# Peltogyne pauciflora
Peltogyne pauciflora är en ärtväxtart som beskrevs av George Bentham. Peltogyne pauciflora ingår i släktet Peltogyne och familjen ärtväxter. Inga underarter finns listade i Catalogue of Life.